# Regeneration (Sport)
Die Regeneration ist ein Prozess, der zur Wiederherstellung eines physiologischen Gleichgewichtszustandes nach einer Belastung führt und (wieder-)versorgende Funktion hat.
Der Begriff hebt also ab auf die Abgrenzung zu jenen Vorgängen, die innerhalb der Stoff- und Reaktionskreisläufe des Körpers zehrenden Charakter haben. Es wird zwischen zwei Phasen unterschieden. Einer Phase körperlicher (Handwerk, Sport) oder auch geistiger Arbeit folgt eine Phase der Erholung. In einem allgemeineren Sinne lassen sich so auch Prozesse beschreiben, die zu einem stofflichen Mangel führen, der in der Folge behoben wird. Intensität und Dauer der Belastung beeinflussen den Regenerationsbedarf.

## Regenerationsbedarf

### Stoffverluste und Störung der Stoffwechselbalance
Das Erholungsbedürfnis des Körpers steigt, je mehr der physiologische Gleichgewichtszustand des Stoffwechsels gestört wird. Zahlreiche, meist untereinander verknüpfte Prozesse sind hierfür verantwortlich:
- Brennstoffverlust durch Energiestoffwechsel (Katabolismus, v. a. Kohlenhydrate)
- Mineralstoffverlust durch
  - Erregungsleitung des Nervensystems (v. a. K+, Na+)
  - Energiestoffwechsel (v. a. Ca2+, Mg2+)
  - Sauerstofftransport (v. a. Fe2+/3+, v. a. durch Blutverlust!)
  - pH-Regulation (Neutralisation von Säure durch basisch wirkende Salze)
  - Regulation des Temperaturhaushalts (Schwitzen)

### Entstehung von Metaboliten
Die unter Belastung verstärkt gebildeten Metaboliten (= Stoffwechselprodukte, z. B. Laktat) müssen vom Ort der Bildung abtransportiert und vollständig abgebaut (im Falle des Laktats im Herzen und in der Leber) oder – in der Regel über die Niere – ausgeschieden werden. Geschieht dies nicht, kommt es zur Beeinträchtigung der Leistungserbringung (Lähmung der Sauerstoffaufnahmefähigkeit des Blutes) und zu erheblichem Leistungsrückgang. In besonderen Fällen können sogar Vergiftungserscheinungen auftreten.

## Einfluss auf die Regeneration

### Kondition (intrinsisch)
- Stoffwechselumsatz (Steuert die Austauschgeschwindigkeit von Metaboliten mit unverbrauchter Substanz)
- körperliche Konstitution (Zustand von Organen, Skelett, Muskeln, besonders auch: Immunsystem)
- Herzschlagvolumen: Menge des durchgesetzten Blutes entspricht der Geschwindigkeit des Stoffwechselmetabolismus
- Trainingszustand (u. a. Muskelaufbau, verfügbare Enzymausstattung, geregelt durch Bereitschaftszustand enzymproduzierender Organe (Drüsen))

### Extrinsische Maßnahmen
- Ersetzen der verbrauchten Stoffe (ausgewogene bis spezifische Ernährung)
- Wiederherstellung der ursprünglichen (Gleichgewichts-)Zustände (z. B. pH-Wert des Blutes durch Zufuhr von pufferfähigen Kationen)
- Unterstützung physiologischer Vorgänge durch Ruhe, angepasste Bewegung oder Kältereiz, insbesondere durch bis zu 5-minütige kalte Tauchbäder.[1]
- Steigern des subjektiven Wohlbefindens

### Vorausgehende Belastung
Belastungsart:
- Ausdauersport
- Krafttraining
- Koordinationssport

## Regenerationsprozesse
Regenerationsprozesse als Antwort auf eine Belastung:

### Ausreichende Regenerationszeit/-maßnahmen
- Auffüllen der Nährstoffspeicher (Brennstoff, Elektrolyte)
- Anabolismus (Zellaufbau v. a. von Muskelgewebe, „Erneuerung“ verbrauchten Zellgewebes)
- Anpassung des neuronalen Vernetzungsmusters an das Trainingsmuster (Wachstum von Neuronen oder Änderung des neuronalen Aktivitätszustandes). Folge: Etablierung von Bewegungsmustern (Optimierung von Abläufen)
- Anpassung der Körperorgane an erhöhte Belastung (leistungsfähigeres Herz-Kreislauf-System, bedarfsgerechte Enzymausstattung)

Im Leistungssport wird die Kenntnis einer „überschießenden“ Anpassung (Superkompensation) nach einer Trainingsbelastung genutzt, um einen positiven Trainingseffekt zu erreichen.

### Unzureichende Regeneration
Bei fehlender oder zu geringer Regeneration wird der Körper unvollständig mit Nährstoffen versorgt oder hat zu wenig Zeit, diese im Körper (an der richtigen Stelle) einzubauen. Dauert die Belastung über längere Zeit an, erfolgt eine Auslaugung des Körpers (Übertraining), der zu Leistungsabfall, Mangelerscheinungen, Verletzungen und Krankheiten führt.
Ist bei leistungsorientiertem Training die Dauer der Regeneration bzw. die Zeit zwischen zwei Trainingsreizen dagegen zu lang, findet keine Leistungssteigerung statt. Der Zeitraum, in dem sich die Anpassungsspitze der Superkompensation befindet, wird überschritten.
Mit zunehmendem zeitlichem Abstand vom letzten Reiz wird dem trainierten Bereich vom Stoffwechsel abnehmende Priorität in der Versorgung eingeräumt. Die Anpassungen werden zurückgebildet.